# Johan Martin Preisler
Johan Martin Preisler (14. marts 1715 i Nürnberg – 17. november 1794 i København) var en tysk kobberstikker, søn af maleren Johannes Daniel Preisler (1666 – 1737) og Anna Felicitas født Riedner, bror til maleren Johan Justin Preisler (1698-1771), maleren og kobberstikkeren Georg Martin Preisler (1700-1754), kobberstikkeren Valentin Daniel Preisler (1717-1765), og til malerinden Barbara Helena Preisler gift Oeding (1707-1758). Familien stammede fra Bøhmen. Faderen var direktør for malerakademiet i Nürnberg.
Johan Martin Preisler lærte at tegne af sin fader og at stikke i kobber af sin ældre broder Georg Martin. Allerede i 1737 og 1738 stak han en David og Abigael efter Guido Reni, og dette stiks ry nåede helt til Paris, hvor den berømte mester Laurent Cars (1699-1771) tilbød Preisler plads i sit værksted (1739). Her arbejdede Preisler sammen med store talenter som Georg Friedrich Schmidt (1712-1775) og Jean George Wille (1715-1808), stak flere blade efter Charles Le Brun (1619-1690) til Masses store Versaillesværk, Kardinalen af Bouillon efter Hyacinthe Rigaud, en Ganymed (1743) efter den franske hofmaler Jean-Baptiste Pierre o. m. Som udlært kunstner beredte han sig på at vende hjem til Nürnberg, da J.H.E. Bernstorff, som den gang var dansk gesandt i Paris, sendte ham til København. Her stak han en prøveplade, med motiv fra kongens norske rejse, og 1744 fik han 300 Rdl i årpenge. d. K. og blev kort efter (1745) hofkobberstikker. I "Male- og Tegneakademiet" tegnede han og underviste i tegning. Preisler blev dog først professor efter Akademiets overflytning til Charlottenborg 1754.
1747-48 fuldendte han sin Christian 6. efter J. S. Wahl, sin Frederik 5. og Dronning Louise efter Carl Gustaf Pilo, og da O. H. v. Lode var død bort fra det ham overdragne arbejde, Kongerne af det oldenborgske Hus i Danmark, efter kun at have fuldført et eneste blad, gjorde Preisler de øvrige (til J.H. Schlegels værk). Af Preislers talrige andre, til dels fortræffelige portrætstik kunne nævnes hans Johannes Wiedewelt efter Peder Als, hans Klopstock (1780) efter Jens Juel, hans Dr. Münter (1775), hans Joachim Wasserschlebe, i buste, efter egen tegning. Et godt stik efter Salys rytterstatue på Amalienborg, på 2 plader, for Asiatisk Kompagni skyldes Preisler, ligesom et par stik efter Jean-Baptiste Marie Pierre. Fra Hans senere ẫr kan her nævnes Hans Bakkanal (1752) efter samme maler, ligesom flere arbejder som Loth og hans Døtre, Souverænitetsakten efter Wolfgang Heimbach, Jonas i Ninive efter Salvator Rosa, Apostelen Peter i Fængselet efter Guido Reni, Madonna della Sedia (1784) efter Rafael og andre. Preisler stak også efter sin egen komposition (som Kong Salomos Dom og lignende). Ikke få af hans stik, særlig da portrætterne, er fortræffelige.
Af karakter og væremåde var "den ejegode, vennehulde Preisler" (Knud Lyne Rahbek) afholdt af alle, med hvem han kom i berøring. Han blev 14. juni 1748 gift med Anna Sophie født Schuckmann (1720 – 1800), datter af en professor ved Universitetet i Rostock. Han boede om vinteren på Kunstakademiet på Charlottenborg, og om sommeren i sit lille hus - Gramlille - i Kongens Lyngby som blev hurtigt et litterært og kunstnerisk samlingssted.
Hans ene søn, Joachim Daniel (1755-1809), gift med skuespillerinde Marie Cathrine Preisler (1761-1797), blev en udmærket skuespiller. Som hele familien elskede og spillede han musik og mødte bl.a. Mozart i Wien som han beskriver i hans journal. Den anden søn, Johann Georg (1757-1831) blev kobberstikker ligesom faderen. Hans datter Johanne Charlotte Sophie (1754-1833) blev gift med den rige agent Johann Ludwig Zinn (1734-1802).
Preisler, som 1777 var blevet justitsråd, og medlem af det kejserlige Kunstakademi i Augsburg, døde 17. november 1794, henved 80 år gammel.
Han blev begravet i Frederiks tyske Kirke, nu Christians Kirke. Hans portræt, malet af Peder Als i 1764, hænger på Kunstakademiet.